# 马列主义人民行动运动
马列主义人民行动运动（西班牙語：Movimiento de Acción Popular Marxista-Leninista）是尼加拉瓜的一个共产主义政党。该党成立于1972年，分裂自桑地诺民族解放阵线。1985年，该党改名为尼加拉瓜马列主义党（Partido Marxista-Leninista de Nicaragua），但仍通用原名“马列主义人民行动运动”。它的意识形态是共产主义、马克思列宁主义、霍查主义。它的政治立场是极左翼。